# Conflicto entre nacionalistas ucranianos
La división en la Organización de Nacionalistas Ucranianos (OUN) se produjo en 1940 en Cracovia durante el II Gran Congreso de la OUN. Los miembros antiguos y más conservadores de la formación apoyaron a Andriy Melnyk y a su cúpula, mientras que las nuevas generaciones de nacionalistas ucranianos, más radicales y principalmente activos en el Ejecutivo Regional, apoyaron a personalidades más jóvenes y revolucionarias como Stepán Bandera o Roman Shujevich.
Como resultado, se formaron dos facciones enfrentadas entre sí dentro del partido, quienes más tarde se organizaron como fuerzas separadas: OUN (b) y OUN (m). La naturaleza del desacuerdo entre los banderistas y melnykovistas en el momento de la escisión no fue tanto por razones ideológicas si no más bien diferencias sutiles en cuanto a la organización del movimiento revolucionario. Además, entonces no hubo grandes diferencias entre ellos en sus puntos de vista sobre cuál debería ser la política de Ucrania en relación con las minorías nacionales, acerca de la definición de "nación ucraniana", etc. El principal ideólogo de la OUN (b) Stepan Lenkavsky argumentó que no existe tal cosa como "diferencias ideológicas", sino que hay diferencias de táctica, formación u organización, así como el problema de las relaciones personales entre líderes locales ("Provodnikami", o "Provod" para abreviar). El conflicto entre los partidarios del OUN (b) y el OUN (m) no se dio únicamente a nivel teórico y/o verbal, también se dio en forma armada. Según fuentes, desde el momento de la escisión hasta junio de 1941, 400 melnykovitas y 200 banderaitas murieron en enfrentamientos y combates entre sí.
Al final de la Segunda Guerra Mundial, algunos de los miembros de la OUN (b) que estaban en el exilio utilizaron el nombre de Unidades Extranjeras de la OUN (ZC-OUN), enfatizando que son parte de una organización común, cuyo núcleo y base se encuentran en Ucrania.
Desde el ZC-OUN en febrero de 1954, como resultado de un conflicto de largo plazo entre los "ortodoxos" y los "revisionistas", la facción "reformista", encabezada por Ivan Butkovsky, Zinovy Matla y Lev Rebet, se escindió y creó su propia organización llamada "OUN (z)". 

## Antecedentes
La mayoría de los investigadores ucranianos creen que la razón de la futura división fue el descontento de los "kraeviks" con el liderazgo emigrado de la OUN. Las fricciones entre la "emigración" y el "Krai" ya había surgido previamente durante el liderazgo de Evguén Konovalets. Konovalets, como líder de la OUN, logró impedir una escisión y reconciliar a las facciones emigrantes y kraeviks, pero más tarde fue remplazado por Andriy Melnyk como líder de la PUN, quien no poseía la misma autoridad que su predecesor a los ojos de los gallegos. Desde la década de 1930, cuando la organización pasó a la acción y al sabotaje, Los kraeviks fueron bastante más radicales en lo que actividades terroristas respecta en comparación a los emigrantes. Fue la posición de los kraeviks la que influyó en que la OUN adoptase la vía de la lucha armada y el terrorismo contra las autoridades polacas y soviéticas. Se sabe que Konovalets se opuso al terrorismo individual como método de lucha política en las tierras de Ucrania occidental (Polonia), sin embargo, no interfirió en las actividades de los terroristas e incluso defendió sus métodos frente a miembros menos radicales escandalizados.
El asesinato de Konovalets en 1938 y la toma de posesión Melnyk como jefe de la OUN, quien durante la década no había participado activamente en las actividades de la organización, exacerbó las tensiones existentes entre las distintas facciones de la organización. La situación que se desarrolló alrededor de la Ucrania de los Cárpatos entre 1938-1939 con la posición ambivalente del PUN respecto a la política de los nacionalistas ucranianos y su participación en la vida de la Ucrania de los Cárpatos profundizó las tensiones acumuladas. Tras la firma del Acuerdo de Múnich y establecimiento de la autonomía de la Rus Subcarpática en octubre de 1938, numerosos voluntarios de OUN de Galicia Oriental y Volinia, contrariamente a las órdenes e instrucciones de Melnyk, cruzaron ilegalmente la frontera polaco-checoslovaca y participaron en la formación de una milicia armada local: la Organización "Karpatska Sich". Entre los fundadores de esta nueva facción armada se encontraba el futuro comandante en jefe de la UPA, Roman Shukhevych. El PUN no tardó en prohibir a los miembros de la OUN cruzar la frontera polaco-checoslovaca sin el permiso del provod y del representante del PUN en Transcarpatia, en ese entonces Yaroslav Baranovsky, quién exigió la salida de los nacionalistas ucranianos de Transcarpatia. En total, el Karpatska Sich tenía alrededor de 15 mil miembros registrados, de los cuales solo 2-3 mil de ellos poseían entrenamiento militar.
En marzo de 1939, con la entrada de las tropas alemanas en el territorio de Checoslovaquia, la Dieta de la Ucrania de los Cárpatos declaró su independencia y nombró reverendo Avgustyn Voloshyn como su Presidente. La independencia cárpato-ucraniana apenas duró un día, pues Hungría, que también participó en la partición de Checoslovaquia, con el apoyo de Alemania y Polonia, inició una intervención militar en Transcarpatia y se anexionó dicho territorio. El Karpatska Sich intentó resistir a los invasores, pero después de cuatro días de lucha tenaz, Transcarpatia fue capturada por los húngaros. Una parte significativa de los combatientes del Sich terminaron en cautiverio húngaro, muchos de ellos fueron despiadadamente masacrados por sus captores. La pasividad del PUN en esta situación causó alboroto en las filas de la OUN, lo cual acrecentó la división entre facciones y contribuyó notablemente a la futura división entre melnykovitas, representado principalmente por los emigrantes, y banderistas, representado por los kraeviks. Bandera, quién era partidario de la militarización y de la intervención OUN en apoyo al Sich, acusó a Melnyk de quedarse de brazos cruzados mientras "nuestros compatriotas ucranianos son liquidados por los húngaros". Otro motivo de la futura escisión fue la renuencia de Melnyk a expulsar, a petición de Bandera y sus partidarios, a Yaroslav Baranovsky, Nikolai Stsiborsky y Emelyan Senik, de quienes los banderistas sospechaban de traición y espionaje para el gobierno polaco.
La invasión de Hungría de la Ucrania de los Cárpatos también dañó seriamente durante algún tiempo las relaciones entre la OUN y Alemania, dado al respaldo de estos últimos a la intervención húngara. Se sabe que el Abwehr había estado financiando al OUN desde hacía años y que dentro de la organización existía una fuerte germanofilia, pero, durante este período, la financiación por parte de la Abwehr se ralentizó considerablemente. La situación con Berlín empeoró todavía más a raíz de los acuerdos celebrados entre la Unión Soviética y Alemania. Pero la colaboración no se detuvo en su totalidad, las relaciones entre el gobierno alemán y la OUN siguieron existiendo a bajo nivel. A mediados de abril de 1939, Berlín, como respuesta a la ira del OUN, logró convencer a su liderazgo de la invariabilidad de la política del Reich hacia los ucranianos y del apoyo a su deseo de independencia. Buscando apaciguar a los nacionalistas ucranianos, diplomáticos alemanes presionaron a Hungría para que liberase a varios cientos de ucranianos en cautiverio. A principios de julio de 1939, los militantes del OUN que abandonaron los campos húngaros, así como sus camaradas que vivían repartidos por Europa, ingresaron a la recién creada Legión Ucraniana bajo el liderazgo del coronel Roman Sushko y participaron en la campaña polaca.
El 26-27 de agosto de 1939, Andriy Melnyk fue aprobado oficialmente como líder de la OUN por el II Gran Congreso de la OUN celebrado en Roma. El llamado "Liderazgo Estrecho" o "Triunvirato", que ejercía el cumplimiento temporal de los deberes de liderazgo tras la muerte de Konovalets, logró con gran dificultad llegar a un acuerdo para nombrar a Melnyk como líder oficialmente, de acuerdo con la voluntad de Konovalets. Sin embargo, esto fue posible sólo porque el principal rival de Melnyk, Stepán Bandera, estaba ausente durante el congreso, pues en ese momento se encontraba en prisión, cumpliendo cadena perpetua por actividades terroristas contra Polonia.
En el momento del inicio de la invasión alemana de Polonia, Bandera estaba recluido en régimen de aislamiento en una prisión de Brest. El 13 de septiembre, los guardias de la prisión huyeron y Bandera, junto a otros prisioneros, escapó de la prisión. Caminó hasta Lviv, que ya había sido ocupada por el Ejército Rojo, y pasó en dicha ciudad unas dos semanas en secreto, bajo identidad falsa. Habiéndose familiarizado con la situación en desarrollo, Bandera consideró necesario reestructurar todo el trabajo de la OUN y dirigirlo contra el nuevo enemigo principal: la URSS. Muchos miembros de la OUN apoyaron los planes de Bandera con respecto a las futuras actividades de la organización: La expansión de la red OUN en todo el territorio de la RSS de Ucrania y el inicio de una lucha armada contra las autoridades soviéticas. En algún punto de octubre, Bandera cruzó ilegalmente la recién creada frontera germano-soviética y se trasladó a Cracovia, en manos del Gobierno General, donde participó activamente en las actividades de la OUN. Pudo conseguir el apoyo de los activistas clandestinos en Ucrania occidental y Transcarpatia, así como de algunos representantes del liderazgo de OUN que vivían en el exilio en países europeos y mantenían una conexión directa con los clandestinos. El OUN, bajo el liderazgo de Bandera, comenzó a preparar un levantamiento armado en Galicia y Volinia.
Los puntos de vista de Melnyk y Bandera sobre la estrategia del movimiento nacionalista diferían significativamente. Bandera consideró necesario depender principalmente de sus propias fuerzas, ya que, en su opinión, ni una sola potencia occidental estaba interesada en la existencia de una Ucrania independiente, ni siquiera la propia Alemania. Los banderistas veían una posible alianza con Alemania como algo exclusivamente temporal. Los banderistas creían que la OUN debería partir en sus actividades armadas según la situación interna en la URSS y, sobre todo, en la propia RSS de Ucrania, y no debería estar condicionada a coordinar sus planes con nadie más, por el contrario, debería estar preparada para el inicio de una guerra de guerrillas masiva, independientemente de la situación de la política exterior, ante una posible intervención de cualquier otra nación europea. Melnyk, por el contrario, creía que había que apostar por Alemania y sus planes militares y, por tanto, se opuso a la creación de una clandestinidad nacionalista armada en Ucrania bajo la creencia de que serían los alemanes quienes le darían la independencia a los ucranianos. Los melnykvistas no veían una oportunidad para organizar una acción armada exitosa en Ucrania y consideraban que era necesario retirar a la Gobernación General a tantos miembros de la OUN como fuera posible, y a aquellos que permaneciesen, en profundo secreto, en la RSS de Ucrania, se le debía encomendar la labor de propaganda y la preparación para el sabotaje y acciones armadas locales solo en caso de que estalle la guerra entre Alemania y la URSS. Melnyk esperaba que la OUN organizase un Ejército Ucraniano bajo el liderazgo de instructores alemanes y oficiales de la Wehrmacht en el territorio del Gobierno General, y durante el ataque alemán a la URSS, utilizarlos en la "lucha contra el bolchevismo". Con este fin, Melnyk creó una oficina militar ucraniano-alemana en Cracovia y puso bajo su cargo al coronel Roman Sushko. A principios de 1940, se creó el Comité Central de Ucrania (UCC) en Cracovia, una estructura que gestionaría formalmente los "Comités Auxiliares de Ucrania" (en ucraniano: українські допомогові комітети) y fungiría como uno de los centros organizativos de la OUN. El apartidista V. Kubiyovich fue electo jefe formal de la UCC, aunque miembros y simpatizantes de la OUN se encontraban en el propio aparato en distintos cargos.
Bandera, que representó, en contraste con los viejos emigrantes, una "juventud revolucionaria" de mentalidad radical que participó en una acción clandestina real contra el estado polaco, y los líderes de la Ejecución Regional en Ucrania Occidental (ZUZ) que acababan de ser liberados de prisión, acusaron al PUN de falta de iniciativa y débil voluntad, exigiendo a la dirección el desarrollo inmediato de instrucciones detalladas para organizar el levantamiento armado en Ucrania.
Partiendo de su propia visión de la situación en Ucrania y sin coordinar sus acciones con el PUN, el centro de Cracovia (oseredok) de la OUN, a principios de diciembre de 1939, envió un correo a Ucrania con la orden de que el cable regional de Lviv movilizara al miembros de la OUN a ZUZ y estar en alerta constante. El mensajero fue detenido en la frontera por los soviéticos, lo que provocó una caza de brujas y acabó en una serie de arrestos entre los líderes de la OUN en el oeste de Ucrania. Decenas de líderes de la OUN de menor rango, escondidos de las detenciones, tuvieron que huir al Gobierno General. El incidente exacerbó aún más la relación entre PUN y los partidarios de Bandera. La dirección del PUN, sin tener en cuenta la opinión de la mayoría de los miembros del Ejecutivo Regional, emitió en enero de 1940 una directiva que obligaba a las organizaciones de base de la OUN a abstenerse de acciones armadas, esperando en condiciones de profundo secreto el estallido de la guerra entre Alemania y la URSS.
Luego, en enero, Bandera y el guía regional de la OUN Tymchiy llegaron a Italia. Melnyk convocó a Bandera en otoño con la intención de presentarlo al PUN y ofrecerle el puesto de asistente en cuestiones organizativas. Bandera rechazó los nombramientos propuestos y exigió una redistribución del poder y una reforma del PUN. Como señala John Alexander Armstrong, no se conoce con exactitud el contenido de las demandas que Bandera y Tymchiy plantearon al líder de la OUN, ya que ambas partes expresaron posteriormente su propia versión. Los banderistas afirman que se le pidió a Melnyk que trasladara la sede de OUN a un país neutral e iniciase negociaciones para una cooperación con los países occidentales que se oponían a Alemania. Bandera y Tymchiy también habrían exigido que Melnyk cambiara la composición del liderazgo regional, es decir, que eliminase a Yaroslav Baranovsky, a Omelyan Senik y a Nikolai Stsiborsky, a lo que Melnik se negó. Las negociaciones en Roma no condujeron a un arreglo de las diferencias. Además, las sospechas de traición relacionadas con el círculo íntimo de Melnyk, se han incrementado.

## Ruptura
El 10 de febrero, veintisiete directores de los Ejecutivos Regionales de OUN, reunidos en Cracovia, desreconocieron a Andriy Melnyk y declararon unánimemente a Stepán Bandera como su líder. Habiéndose declarado heredero de Konovalets como jefe de la organización, Bandera formó un nuevo órgano de gobierno de la OUN: el El Directorio Revolucionario (en ucraniano: Революційний Провід), que incluía a sus asociados más cercanos. La razón formal de la creación del Directorio Revolucionario fue "un liderazgo insatisfactorio y el rechazo a los métodos de organización de Melnyk". Las reclamaciones se formalizaron en la forma de la "Ley de 10 de febrero de 1940". Bandera declaró a Melnyk y sus partidarios como incapaces incapaz de liderar la "lucha nacional por la independencia de Ucrania", acusándolos de conspiradores provocadores, lentos e incapaces de adaptarse a la situación para librar una lucha activa contra la URSS, y también le prohibió llevar a cabo cualquier acción en nombre de la OUN.
El 5 de abril, Bandera se dirigió a Melnyk con una carta informándole sobre las actividades del Directorio Revolucionario y su disposición a obedecer al PUN, pero Melnyk invitó a Bandera a comparecer ante el Tribunal Revolucionario del OUN. Incluso después de eso, las negociaciones entre las partes continuaron y la escisión definitiva no se producirá hasta agosto-septiembre de 1940. La escisión de la OUN puso fin al conflicto entre los líderes emigrados y los jóvenes kraeviks que participaron en la actividad clandestina en el territorio occidental, conflicto que había durado muchos años, y que solo fue suavizada por la autoridad del propio creador y director de la UVO y la OUN Evguén Konovalets.
La división no fue tanto por algún fundamento ideológico específico: en el centro del conflicto estaban las cuestiones tácticas y organizativas y las contradicciones entre el "Krai" y la emigración al respecto. La escisión consolidó la división de kraeviks y emigrantes, representados por Bandera y Melnyk respectivamente, con la formación de dos organizaciones prácticamente autónomas, cuya discordia se agravó por la disputa entre "practicantes" y "teóricos" y adquirió los rasgos de un conflicto generacional, al ser los primeros mayormente jóvenes y los segundos hombres de mayor edad.
Se ha teorizado que la fracción de la OUN podría haber sido promovida y provocada por la influencia de la Abwehr en un intento de dividir a la organización y así impedir un movimiento nacionalista fuerte y unificado a través de lo cual sería más fácil para Alemania controlar Ucrania, así como utilizar el movimiento terrorista de Bandera para debilitar a la URSS en sus territorios occidentales previo a la invasión alemana.
Lo cierto es que entre los banderistas y melnykvistas no existían grandes diferencias entre sus puntos de vista sobre cuál debería ser la política de Ucrania en relación con las minorías nacionales y otros muchos asuntos como la identidad ucraniana, que es la nación ucraniana, sus fronteras, etc. El principal ideólogo de la OUN (b) Stepan Lenkavsky argumentó que no hay diferencias ideológicas entre banderistas y melnykvistas, sino solo diferencias de táctica. Los partidarios de Stepan Bandera estaban preparados y dispuestos para métodos radicales de lucha abierta. Incluso antes de que Alemania atacara a la URSS, tomaron una decisión: "en caso de guerra, aprovecharemos la situación, tomaremos el poder en nuestras manos y construiremos un estado ucraniano libre en las tierras ucranianas liberadas de la ocupación Moscovita-Bolchevique". Lo único que los nacionalistas no tuvieron en cuenta fue la actitud de la propia Alemania ante sus planes. Los banderistas, aunque sabían la poca simpatía del Tercer Reich a los eslavos y temían una eventual confrontación, esperaban que el mero hecho de su guerra de guerrillas contra las tropas soviéticas obligaría a los alemanes a reconocerlos como aliados mientras durase la guerra y contribuir con ello al reconocimiento internacional de la independencia de Ucrania.
El 27 de septiembre de 1940, Bandera fue expulsado formalmente de la OUN por los melnykvitsas, marcando así la fracción definitiva. Después de la división, OUN (b) constituyó el 80% del número total de las fuerzas de la OUN en Galicia, el 60 % en Volinia, mientras que en Bucovina prevaleció el OUN (m).
En abril de 1941, los banderistas celebraron su propio Gran Congreso de Nacionalistas Ucranianos, en la que los resultados de la II Gran Congreso de 1939 fueron declarados nulos, y el propio Melnyk y sus partidarios fueron designados como traidores y saboteadores. Stepan Bandera fue declarado nuevo líder de la OUN. A partir de ese momento, hubo un cruento y abierto enfrentamiento entre dos organizaciones de nacionalistas ucranianos que clamaban ser la única y verdadera OUN.

## Consecuencias de la ruptura

### Comienzo de la lucha interna
El 13 de agosto, luego de largos e infructuosos intentos de llevar ante la justicia a los “secesionistas y cismáticos”, el PUN hizo un llamado a todos los nacionalistas organizados en torno al OUN (b) para que “se desvincularan del sabotaje de Bandera”. Varias reuniones del Tribunal Revolucionario, organizadas por el PUN, se llevaron a cabo en Cracovia, donde las partes intercambiaron insultos, golpes y acusaciones mutuas de traicionar las metas y objetivos de la organización. En consecuencia, Bandera fue condenado in absentia a la pena de muerte, aunque más tarde su condena fue rebajada a la expulsión de la OUN. Sin embargo, Melnyk afirmó que "permitiría a Bandera regresar si se limpiaba de la vergüenza mediante al arrepentimiento abierto y la lucha en la clandestinidad antibolchevique en colaboración con toda la organización unificada". Fines de verano y comienzos de otoño de 1940 se considera el período del final real del proceso de división del OUN en OUN bajo el liderazgo de Bandera (OUN (b)) y el OUN bajo el liderazgo de Melnyk (OUN (m)). La lucha entre Bandera y Melnyk fue principalmente por el derecho a liderar la emigración nacionalista y presentarse ante las autoridades alemanas como el único representante del "movimiento ucraniano" y candidato a financiamiento.
Para el otoño, todas las negociaciones para la reconciliación se habían interrumpido y para noviembre el conflicto se había convertido en una carnicería abierta en las calles de las ciudades de la Polonia ocupada por los alemanes, incluyendo tiroteos, asesinatos violentos y uso de explosivos por ambas partes. En el transcurso de esta lucha, ambas facciones, bajo la dirección de sus líderes, masacraron a sus antiguos camaradas, se apoderaron de los locales, de transporte, periódicos, etc., de sus rivales. Según datos incompletos, en la lucha interna en vísperas de la guerra alemana ataque a la URSS, murieron alrededor de 400 melnykvistas y hasta 200 banderaitas. Zinovy Knysh, uno de los líderes de la OUN (m), en sus memorias de posguerra acusó a Bandera y sus secuaces de dar muerte a varios líderes de alto rango, cientos de comandantes de nivel inferior, así como cerca de 4 mil "miembros ordinarios, simpatizantes y combatientes" de la OUN (m).
Mykola Lebed y su adjunto M. Arsenitch ("Mikhailo", "Grigor"). Como jefe del Consejo de Seguridad de la OUN (b), Lebed determinó personalmente a las futuras víctimas y buscó eliminarlas. Los melnykvistas también llevaron a actos terroristas contra los banderistas. Según el testimonio de uno de los agentes de la Abwehr y emisarios de Melyik capturados por las agencias de seguridad del estado soviético, se supo que Andriy Melnyk había instruido a un miembro del PUN, Yaroslav Gayvas, para organizar los asesinatos de todos los líderes de banderistas: Bandera, Lebed, Ravlik, Starukh y Gabrusevich eran los objetivos a eliminar. Los planes de liquidación se desarrollaron con la intención de que los asesinatos fueran responsabilizados a la NKVD y los polacos y no a Melnyk. Además de la liquidación física, también se intentó desacreditar a los banderistas, acusándolos de colaborar con la NKVD de forma similar a la que Bandera previamente acusó a los melnykvistas de colaborar secretamente con el gobierno polaco.

### Agravación de las luchas intestinas después del inicio de la Gran Guerra Patria
En vísperas de la invasión de las tropas de la Alemania nazi a la Unión Soviética, la OUN (primero Bandera y luego Melnyk) comenzó a formar los llamados "grupos de marcha". Su propósito era seguir el avance de las tropas nazis y crear órganos de autogobierno en cada asentamiento que ocupaban. Los "grupos de marcha" estaban destinados principalmente a Ucrania central y oriental. La principal tarea de esta acción es la propaganda nacionalista de la independencia y conciliaridad de Ucrania entre las poblaciones de estas regiones, la formación de sus propias unidades policiales y militares.
Los "grupos de marcha" acordaron entre ellos que cada asentamiento permanece bajo la jurisdicción del grupo que lo alcanzó primero. Pero de hecho, no todo se desarrolló de manera tan idílica, también hubo enfrentamientos internos. El conflicto entre las dos facciones de la OUN adquirió una escala especialmente grande en el territorio de la Ucrania occidental ocupada por los nazis. Los documentos muestran que desde los primeros días se inició una pugna entre banderistas y melnykvistas por puestos de liderazgo en las instituciones creadas por los alemanes. Los melnykvistas lograron tomar bajo su influencia una serie de instituciones y organizaciones. Por ejemplo, en la ciudad de Rivne, los melnikovistas tomaron posesión de la oficina editorial del periódico Volinia, una imprenta regional, un teatro y similares. Al ocupar posiciones de liderazgo en las oficinas editoriales de periódicos en las regiones ocupadas por los alemanes, popularizaron la ideología nacionalsocialista, convocaron a los jóvenes a unirse a las formaciones alemanas. Los melnykvistas, que se unieron en torno al Comité Central de Ucrania (UCC), creado por ellos, decidieron seguir el camino de la estrecha cooperación con la potencia ocupante.
OUN (m) condenó el Acta de Proclamación de la Estadidad el 30 de junio de 1941  y mostró una tendencia hacia una política más flexible hacia el ocupante, considerando un enfrentamiento abierto con la dirección alemana inoportuna y perjudicial para los intereses nacionales.
Los documentos disponibles muestran que, a pesar de la actitud leal hacia ambas facciones de la OUN en los primeros días de la guerra, los alemanes dejaron en claro que no tolerarían ningún estado ucraniano independiente y prosiguieron a adoptar una clara política colonial. No obstante, Berlín veía con mejores ojos a los melkykvistas por el sencillo hecho de mostrarse menos hostiles a la ocupación y, por ello, más fáciles de manipular. Llegó al punto de que, el 30 de agosto en Zhitomir, como resultado de un acto terrorista, dos importantes líderes del OUN (m), Emelyan Sennik y Nikolai Stsiborsky, fueron asesinados. Los alemanes inmediatamente culparon a Bandera por estos crímenes, ya que, según ellos, había vuelto completamente independiente en sus acciones: los banderistas continuaron con la violencia, los asesinatos y robos (en relación con la propiedad declarada propiedad del Reich), crearon servicios de inteligencia ucranianos independientes, rompieron los pasaportes emitidos por los alemanes a la población ucraniana, obligaron a los polacos como judíos a usar vendajes, no obedecieron las órdenes de la administración alemana y, por lo tanto, crearon caos e inestabilidad.
El 13 de septiembre, el jefe de la RSHA, Reinhard Heydrich, aprovechando la ocasión, firmó una directiva sobre la conducta en todo el territorio del Tercer Reich, en el Gobierno General y en el territorio ocupado, procediendo a desarmar y arrestar a la cúpula de Bandera "bajo sospecha de colaborar en el asesinato de representantes del movimiento melkykvistas", así como sobre el cese forzoso de todas las actividades de todas las ramas y órganos de la OUN (b) y su disolución. 
En la mañana del 15 de septiembre se llevaron a cabo detenciones masivas que afectaron hasta al 80 % de los cuadros dirigentes de la organización. En total, en 1941, la Gestapo arrestó a más de 1500 banderistas. El 18 de septiembre, las autoridades alemanas comenzaron a desarmar por la fuerza a la milicia OUN. En octubre, en Mirgorod, Mikola Lemik, jefe del Grupo de Campaña Oriental de OUN, fue arrestado y fusilado.
El 12 de septiembre, el oficial de la Wehrmacht y "especialista en la cuestión ucraniana", Hans Koch, se reunió en Berlín con Stetsko y Bandera y les exigió que retiraran la Ley de Proclamación del Estado Ucraniano para cesar así la represión sobre los banderistas, pero ambos se negaron. Tres días más tarde, el 15 de septiembre, ambos fueron arrestados y enviados a la prisión central de Berlín en Alexanderplatz, y en enero de 1942 fueron deportados al cuartel especial Zellenbau del campo de concentración de Sachsenhausen, donde los alemanes solían enviar a figuras políticas no deseadas. Una vez en un campo de concentración, Bandera y Stetsko se vieron privados de la oportunidad de liderar las acciones de los nacionalistas ucranianos o de ejercer cualquier cargo político, perdiendo así su última oportunidad de reconciliarse con los alemanes y aceptar sus demandas. Cuando fueron liberados en 1944, la UPA había estado operando durante mucho tiempo en el territorio de Ucrania occidental, creada por banderistas sin su participación y sin el liderazgo del propio Bandera.
El 19 de noviembre de 1941, se envió una directiva a todas las autoridades de ocupación alemanas prohibiendo el reclutamiento de partidarios del movimiento de Bandera en los cuerpos de autogobierno y la policía, y el 25 de noviembre del mismo año, los alemanes emitieron una orden para dar caza abierta a sus partidarios y simpatizantes o sospechosos de serlo.
Las represiones de las autoridades alemanas contra la OUN continuaron en 1942. También afectaron a los melnykvistas. La dirección del OUN (m), que llegó a Kiev en septiembre de 1941, estableció la publicación del periódico "Palabra de Ucrania", varias instituciones públicas como la Unión de Escritores de Ucrania y formaron la Rada Nacional de Ucrania (UNRada) en Kiev (encabezado por Nikolai Velichkovsky), las cuales se encontraban formadas principalmente por ucranianos orientales. Sin embargo, sus actividades desagradaron al comisionado del Reich, Erich Koch. En febrero-marzo, dirigentes de la OUN (m) fueron fusilados en Babi Yar, entre los que se encontraban la famosa poetisa ucraniana Elena Teliga y al periodista Ivan Rogach (según otras fuentes, fueron asesinados en las cámaras de tortura de la Gestapo en Vladimirskaya Street, donde SBU y luego enterrados en el cementerio Lukyanovskoye). Los alemanes, como resultado de la represión, destruyeron casi por completo el liderazgo de la OUN (m) en el territorio del Reichskommissariat Ucrania como hicieron previamente con los banderistas. Los melnykvistas huyeron al Distrito de Galicia, donde la actitud de las autoridades de ocupación locales hacia ellos fue más tolerante. El propio Melnyk, hasta enero de 1944, estuvo bajo arresto domiciliario en Berlín y luego fue deportado al campo de concentración de Sachsenhausen junto a Bandera y Stetsko.
En Kiev, a principios de 1942, los banderitas a nivel local colaboraron con los melnykvistas locales y tuvieron cierta influencia en la policía ucraniana en Kiev, donde aún existía influencia melnykvista entre sus integrantes. A principios de 1942, la OUN (m) prohibió oficialmente a sus miembros unirse a la policía alemana bajo amenaza de expulsión.

### El Ejército Revolucionario Popular de Ucrania, OUN (b) y OUN (m) entre 1943-1945.
En la segunda mitad de 1942, ambas facciones de la OUN intensificaron las actividades clandestinas y partidistas en el territorio ocupado. El liderazgo de OUN (b) formó el Ejército Insurgente de Ucrania (UPA), quién rápidamente se tornó en el mayor movimiento de resistencia armada de Ucrania. La UPA llenaba sus filas con voluntarios de la juventud rural y urbana, así como con la movilización y reclutamiento de la población masculina en los territorios que la guerrilla ocupaba. Al mismo tiempo, la UPA utilizó ampliamente la policía ucraniana creada por los alemanes para su organización, apelando a su descontento y llamándolos a desertar para lograr una verdadera de Ucrania. También fueron reclutados prisioneros de guerra que escaparon de los campos, así como personas que se escondían de ser enviadas a trabajos forzados en Alemania y disidentes nacionalistas en general. Posteriormente, las unidades de la UPA reclutaron a personas que eludieron el servicio militar obligatorio en el Ejército Rojo. La principal base social de la UPA era el campesinado. A finales de 1943-44, la UPA era la organización armada nacionalista más grande de todas. Se han realizado diversas estimaciones sobre el número de sus combatientes en ese momento: de 40 a 300 mil hombres.
Los melnykvistas también tenían sus propios destacamentos rebeldes. La falta de fuentes y de archivos, así como cierta tendencia de censura en los trabajos, tanto de la historiografía soviética como de los investigadores extranjeros sobre el tema, no han permitido investigar de manera completa y objetiva la historia de todas las formaciones armadas de la OUN (m) de dicho periodo. La historia del departamento militar más preparado para el combate de los melnykvistas, encabezado por Nikolai Nedzvedsky (Khrenom), se destaca con más detalle en la literatura histórica (principalmente memorias). Este destacamento se organizó originalmente como un destacamento partidista, que surgió el 18 de febrero de 1943 cerca del pueblo de Antonovets en la región de Kremenets en Volinia. A mediados de 1943, el número de todos los partidarios de Melnyk era de 2-3 mil personas. Los destacamentos de la OUN (m) por sí solos casi no llevaron a cabo actividades armadas activas, aunque hubo enfrentamientos, escaramuzas y actos de sabotaje contra los partisanos soviéticos, contra banderistas y participaron en masacres contra la población polaca. Durante varios meses, banderistas y melnykvistas estuvieron negociando para reconciliarse y unir sus esfuerzos en una lucha conjunta, pero no llegaron a nada.
Se inició un trabajo sistemático, encaminado a subordinar los destacamentos armados de la OUN (m) a unidades militares de la UPA. Al final, en julio de 1943, las fuerzas de Bandera lograron rodear y desarmar una parte significativa de los destacamentos melnykvistas. Varios comandantes capturados de otros destacamentos fueron ejecutados por el Servicio de Seguridad OUN-UPA (SB). Los melnykvistas condenaron tales actividades de la UPA. En un folleto de noviembre de 1943 señalaron: “¡Rechazad a los fratricidas! Bandera, que dispara contra los ucranianos, es un bandido y un agente de Moscú, ¡No es un revolucionario ucraniano!". 
Fuentes soviéticas individuales también informaron de casos aislados de enfrentamientos entre destacamentos de melnykvistas y partisanos soviéticos a principios de 1944 en la región de Rivne. Sin embargo, la mayoría de los destacamentos de melnykvistas tras desarmados en 1943 sufrieron de deserciones, en parte hacia la UPA y en parte hacia la Legión de Autodefensa de Ucrania (ULS). 
Según varias fuentes, la ULS se formó por iniciativa del liderazgo regional de Volinia de la OUN (m) en septiembre de 1943 como una unidad militar destinada a luchar contra las guerrillas polacas, los partisanos soviéticos y la UPA.
A principios de 1944, el ULS se reorganizó en el 31.º batallón SD (500-600 personas), convirtiéndose así en una unidad abiertamente colaboracionista que luchó del lado de los alemanes. Continuó el enfrentamiento entre la ULS, presuntamente melnykvista, y la UPA banderista. A principios de abril de 1944, el ULS atacó a un destacamento de la UPA en el pueblo de Ludin, del distrito de Vladimirsky. Como resultado de la batalla, dos combatientes de la UPA murieron y otro resultó gravemente herido. 
Los nacionalistas encabezados por Taras Borovets, que tomó el sobrenombre de "Taras Bulba", se convirtieron en otros abiertos rivales de los banderistas. Es por eso que sus partidarios fueron llamados "bulbashis". Los destacamentos "Bulba" aglutinaron en sus filas hasta un total de 3-5 mil personas y se estacionaron en el área de Ludvipol y Kostopol, en el Oblast de Rivne. Borovets fue el primero en dar a sus partidarios el nombre de UPA en diciembre de 1941 (aunque con la adición de "Polesskaya Sich"). Los destacamentos de la UPA-PS no realizaron actividades militares activas. Los documentos alemanes indican que llevan a cabo ataques contra objetivos alemanes solo para proporcionar a sus unidades provisiones y uniformes, y también entran en enfrentamientos episódicos con partisanos soviéticos. De vez en cuando, los bulbashis se pusieron en contacto con el Reichskommissar de Ucrania, Erich Koch y negociaron, pero nunca llegaron a ningún acuerdo. Borovets también llevó a cabo negociaciones con los partisanos soviéticos e incluso les propuso colaboración para hacer frente a los alemanes. La unión entre bulbashis y partisanos prosoviéticos no pudo materializarse porque la URSS nunca quiso aceptar las condiciones exigidas por Borovets. Borovets demandó a las autoridades soviéticas que le brindasen a los ucranianos el derecho a elegir libremente si querían seguir en la Unión o no, lo cual fue concibida como una demanda inaceptable por Moscú.
El 22 de febrero, representantes de la OUN (b) se reunieron con el jefe de Polesskaya Sich para discutir actividades conjuntas. Sin embargo, ni este ni el segundo encuentro, realizado el 9 de abril, no arrojaron el resultado deseado a ninguno de los dos bandos, principalmente por Borovets se opuso tajantemente a la limpieza étnica contra la población polaca deseada por banderistas y se negó a cumplir las órdenes de Bandera. Uno de los investigadores ucranianos de la UPA, Arkady Zhukovsky, cree que fue precisamente la matanzas masivas contra de la población civil polaca por las formaciones banderistas bajo el nombre de la UPA fue lo que obligó al atamán Bulba a renunciar a este nombre para disociarse de tales abominables acciones.
Uno a uno, los destacamentos bulbashis fueron rodeados y destruidos. En la noche del 18 al 19 de agosto de 1943, en el distrito de Kostopol de la región de Rivne, las unidades del UPA atacaron y derrotaron el cuartel general del Polesskaya Sich, matando a varios de sus comandantes. Los miembros de OUN también lograron capturar a la esposa de Borovets, Anna Opochenskaya, a la cual violaron, torturaron salvajemente durante días y finalmente mataron. Borovets rebautizó su organización como "Ejército Revolucionario del Pueblo Ucraniano" (UNRA) y pronto acusó a la dirección de la OUN de que "la banderiada está dirigida por agentes enemigos: alemanes y bolcheviques (Richard Yary, Maxim Ruban)".
Para conseguir mayor apoyo para combatir a los banderistas y a los partisanos soviéticos, Taras Borovets se dirigió a los nazis con otra oferta de cooperación. El 19 de noviembre de 1943 Borovets llegó para las negociaciones a Rovno, el 22 de noviembre fue llevado a Varsovia y el 1 de diciembre de 1943 fue detenido y deportado al campo de concentración de Sachsenhausen, donde, por cierto, desde enero de 1942, Stepan Bandera y Yaroslav Stetsko estaban encerrados. Los restos de la UNRA, con sede en los bosques de las regiones de Sarnensky, Kostopolsky y Olevsky, en febrero de 1944 fueron derrotados por unidades de la retaguardia de las tropas del Primer Frente Ucraniano y los órganos NKVD de la RSS de Ucrania. El resto de miembros de la UNRA (el llamado Grupo Norte n.º 7) en la cantidad de 28 personas fueron detenidos.
Se conocen varias formaciones nacionalistas ucranianas más que no estaban subordinadas a la UPA. Durante mucho tiempo actuaron de forma independiente. El más grande de ellos es el Frente de la Revolución Ucraniana (FUR), que incluía al OUN (b) y partidarios del OUN (m) que habrían desertado. Operó desde el verano de 1942 y contaba con varios cientos de soldados. Hasta principios de 1943, el FUR se dedicaba principalmente a actividades de propaganda y agitación, no tanto a la lucha armada. En la etapa inicial de la formación de la UPA, actuaron de manera conjunta en varias regiones. Desde el comienzo de su existencia, el FUR también tuvo una relación tensa con el ala banderista de la OUN, debido a su deseo de unir a todos los grupos rebeldes bajo su liderazgo. Esto dio lugar a malentendidos en el FUR con el destacamento OUN (b) liderado por "Voron", con quien el líder del FUR, Vladimir Yavorenko, más de una vez celebró acuerdos militares sobre acciones conjuntas e incluso, durante varios meses en 1943, combatieron juntos en el mismo destacamente. Sin embargo, Yavorenko decidió finalmente romper la alianza con Bandera a principios de junio de 1943, después de una incursión conjunta fallida con una unidad militar de la UPA en el este de Ucrania. Habiendo perdido unos 50 soldados en batallas con los alemanes, los restos de su departamento, que constaba de 80 personas, se pasaron al lado de los melnikvistas. Pero la alianza militar con OUN de Melnik duró poco. El 6 de julio de 1943, los banderistas rodearon y desarmaron al destacamento partidista local de los melnikvistas. Para mantener su independencia, en el verano de 1943, Vladimir Yavorenko firmó una alianza con los bulbashis. Sin embargo, en el otoño del mismo año, se vio obligado a disolver su formación y pasar a la clandestinidad, donde murió a fines del mismo año, probablemente asesinado por el Servicio de Seguridad del OUN (b) a modo de represalia por su traición. Al final del verano, prácticamente terminó el enfrentamiento entre los nacionalistas, tras lo cual la abrumadora mayoría de opositores quedó subordinada a la OUN (b).

### Intentos de reconciliación
Las formaciones armadas de la OUN (m), que contaban con numerosos partidarios en Galicia, continuaron operando en paralelo con la UPA-OUN (b) en 1943-44. Sin embargo, las repetidas negociaciones adicionales sobre acciones conjuntas contra los soviéticos no tuvieron ningún resultado significativo y fueron más un paso situacional que estratégico. Entre 1943-44, el adjunto de Andriy Melnyk, Oleg Olzhich, estaba negociando con representantes de la OUN (b) sobre una posible entrada en la UGVR, pero el asesinato de Roman Sushko el 14 de enero de 1944 (del cual el Banderaites fueron acusados) interrumpió estas negociaciones. El 15 de mayo de 1944, Roman Shukhevych se dirigió a Oleg Olzhich con otra propuesta para unir fuerzas en la lucha contra la URSS. Sin embargo, el 25 de mayo de 1944, Olzhych fue capturado por los alemanes y enviado al campo de concentración de Sachsenhausen, donde fue asesinado el 10 de junio de 1944.
En el otoño de 1944, tuvieron lugar los últimos intentos de reconciliación entre las formaciones armadas melnikvistas y banderistas. Los melnikvistas estaban estacionados en las regiones noroccidentales de Volinia y los Cárpatos, colaborando con unidades de la UNRA y los alemanes. Los departamentos de la OUN (m) en las regiones de los Cárpatos estaban encabezados por S. Kasyan (Karp), y el comando general estaba encabezado por Ivan Kedyulich (Chubchik). Cuando los melnikvistas cruzaron los Cárpatos desde el lado del personal militar principal de la UPA, estos recibieron una propuesta para subordinar el mando de sus departamentos a la UPA. Con la aprobación del comandante de las fuerzas armadas de la OUN (m), el general Kapustyansky, se llevó a cabo dicha fusión e Ivan Kedyulich fue incluido en la GVSh-UPA.
En cuanto a Taras Borovets, después de su liberación del campo de concentración, participó activamente en la creación del Ejército Nacional de Ucrania. Aceptó encabezar la Brigada de Paracaidistas - Grupo B (Fallschirmjagd-Brigade - Gruppe B) en la que no se entrenaron más de 400 combatientes. En los últimos meses de la existencia de la Alemania de Hitler, Borovets desarrolló un plan para enviar a su gente al territorio de Polesie, donde debían unirse con las unidades de la UNRA e iniciar, desde aquí, una guerra de guerrillas contra la ocupación soviética. De hecho, los últimos grupos de bulbashis en Ucrania ya habían sido absorbidos o destruidos por los banderistas del UPA en ausencia de Borovets, y las "unidades de paracaídas" del SB-OUN fueron desarmadas y destruidas.

### Período de posguerra
Al final de la guerra, Andriy Melnik volvió a encabezar la OUN (m). OUN (m) desarrolló una ideología conservadora y corporativista cristiana más moderada después de la guerra, renegando de cualquier asociación con el fascismo y el nacionalismo. En el III Gran Congreso de Nacionalistas Ucranianos, celebrado el 30 de agosto de 1947, se limitó el poder del líder, haciéndolo responsable ante la Asamblea, que debe ser convocada cada tres años, e introdujo en el programa los principios de igualdad ante la ley, independencia de la corte, libertad de acción. conciencia, discurso, prensa y oposición política.
OUN (m) y sus aliados obtuvieron el control del Rada. OUN (m) y OUN (r) tuvieron una influencia decisiva en la emigración de la sociedad ucraniana, reclamando un papel de vanguardia en la lucha contra la URSS. La OUN (b) igualmente trató de convertirse en la fuerza dominante en la vida de los emigrados.
Desde 1946, en la propia OUN (b), se estaba gestando una nueva división interna entre los "ortodoxos fascistas" encabezados por Bandera y los "reformistas antifascistas" representados por Zinovy Matla y Lev Rebet, pero la cual no se secesionó de la OUN (b) hasta 1956. La facción encabezada por Zinovy Matla y Lev Rebet fue llamada "OUN extranjera", u OUN (s) (según el número de líderes, a veces se le llama informalmente "dviykari" (de " en ucraniano: двійка)).
El OUN (m), al mismo tiempo, estableció contactos con representantes de la UPR (su jefe, Plavyuk, en 1989-1992 incluso se convirtió en el último presidente de la UPR) y se alejó gradualmente de la base nacionalista radical, convirtiéndose en un conservador de derecha. Posteriormente, la OUN actuó en nombre de la Dirección Extranjera de la UGVR, considerada como "la más democratizada" de las versiones de la OUN: Publicó el almanaque "Samostyynik ucraniano" y la revista "Suchasnist", la CIA financió la editorial. "Prólogo" , que publicó más de 200 títulos de libros. La OUN (b), por otro lado, evolucionó débilmente, permaneciendo en las posiciones fascistas de principios de la década de 1930. A pesar de esto, dominó el entorno de los emigrantes nacionalistas, especialmente los Estados Unidos y Canadá, y se volvió especialmente influyente en la diáspora ucraniana durante el pico de la Guerra Fría en la primera mitad de los 80.
En 1980, la OUN (r) tomó el control del Comité del Congreso de Ucrania de América. La fuerza y la influencia de OUN (m) y OUN (r) han disminuido debido a la presión de asimilación de nuevas fuerzas políticas, así de las divergencias ideológicas con los valores democráticos liberales occidentales.